# Castillo de San Martín de Valvení
El castillo de San Martín de Valvení se encuentra en la población de San Martín de Valvení, provincia de Valladolid, Castilla y León, España. En la actualidad todavía se pueden visitar los restos del castillo de los Zúñiga, señores que fueran de la villa en el siglo XV, junto con los Alburquerque, Guzmanes, Portocarrero y Camarasa en siglos posteriores.

## Galería

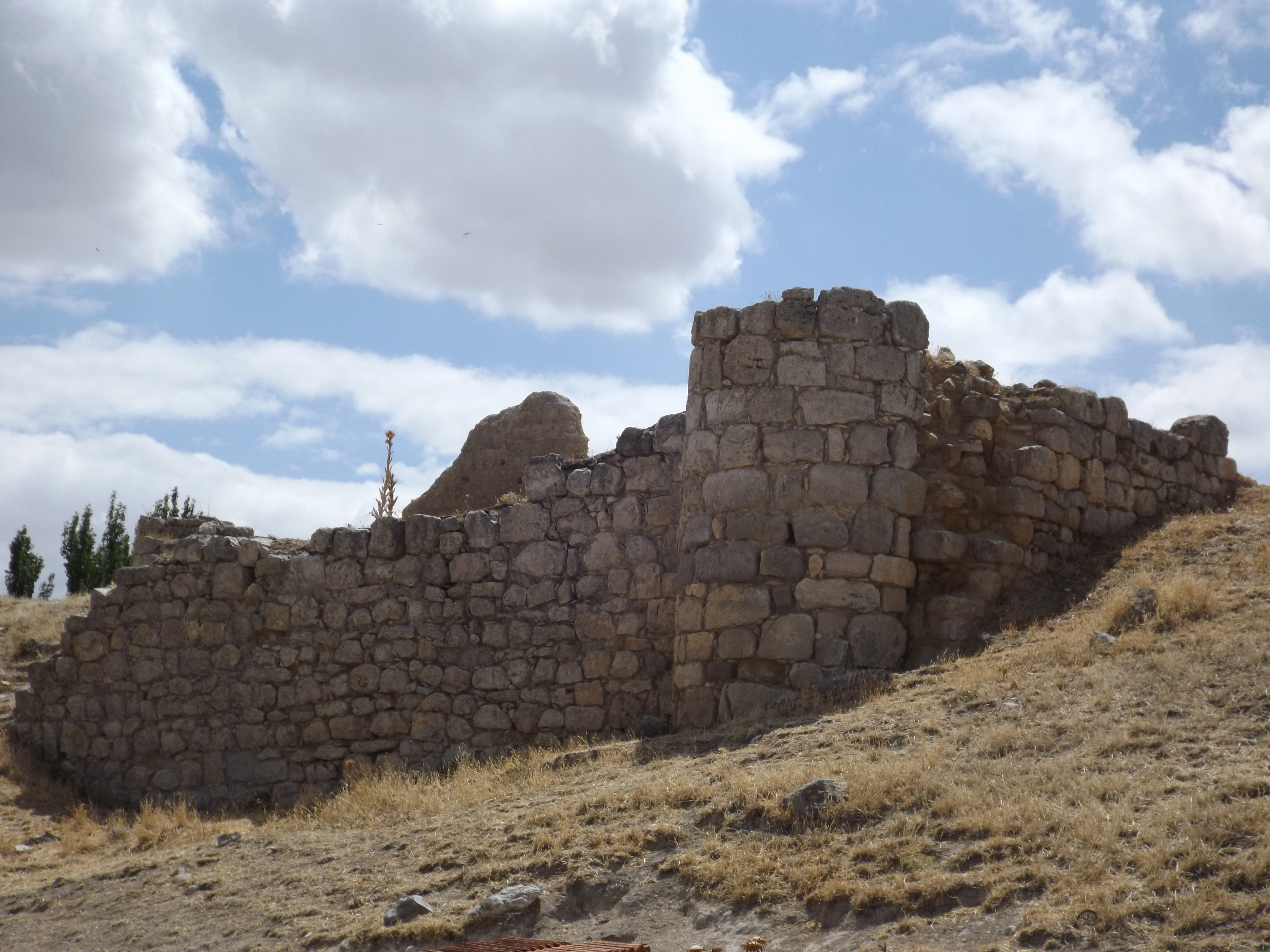
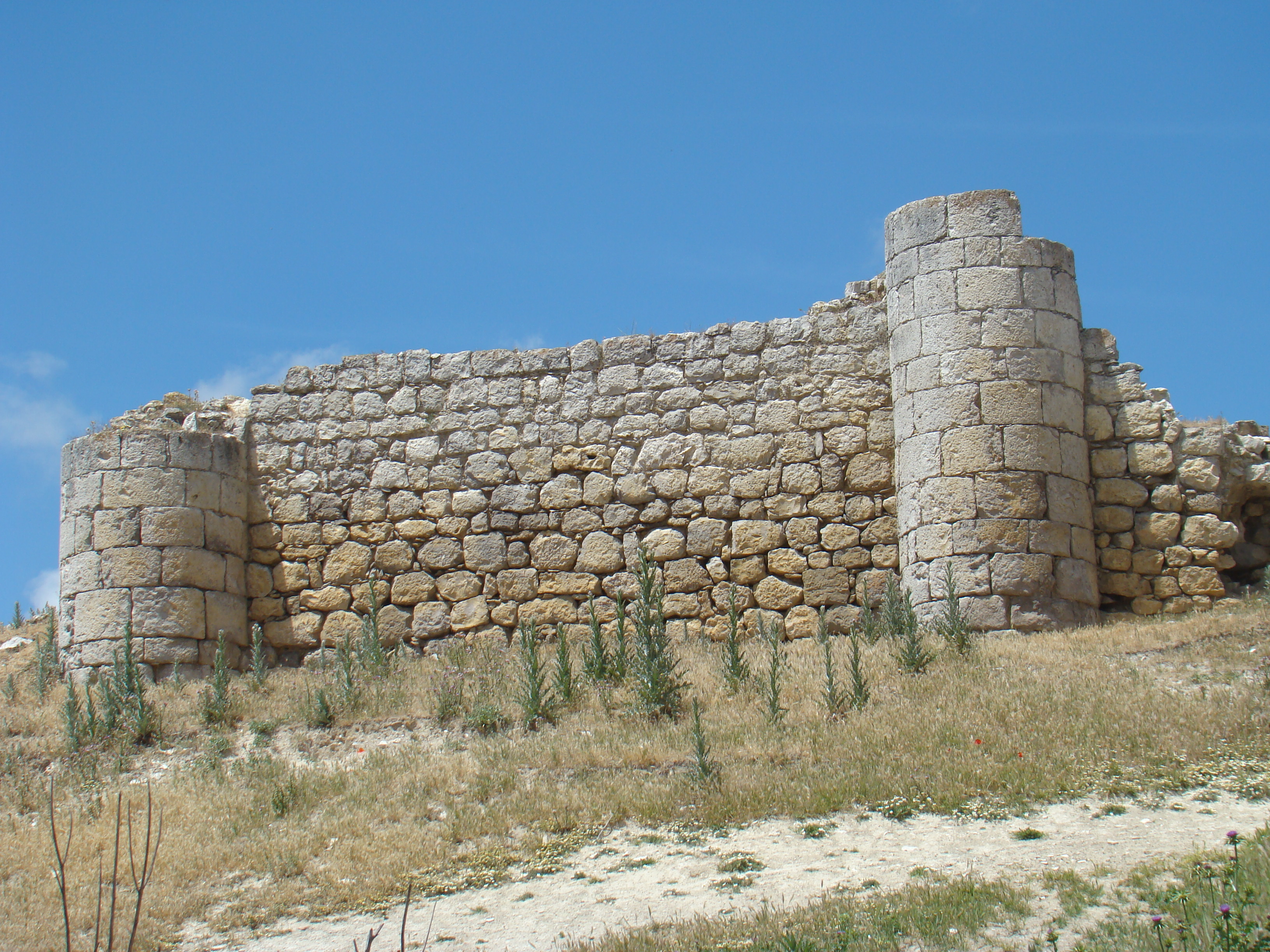
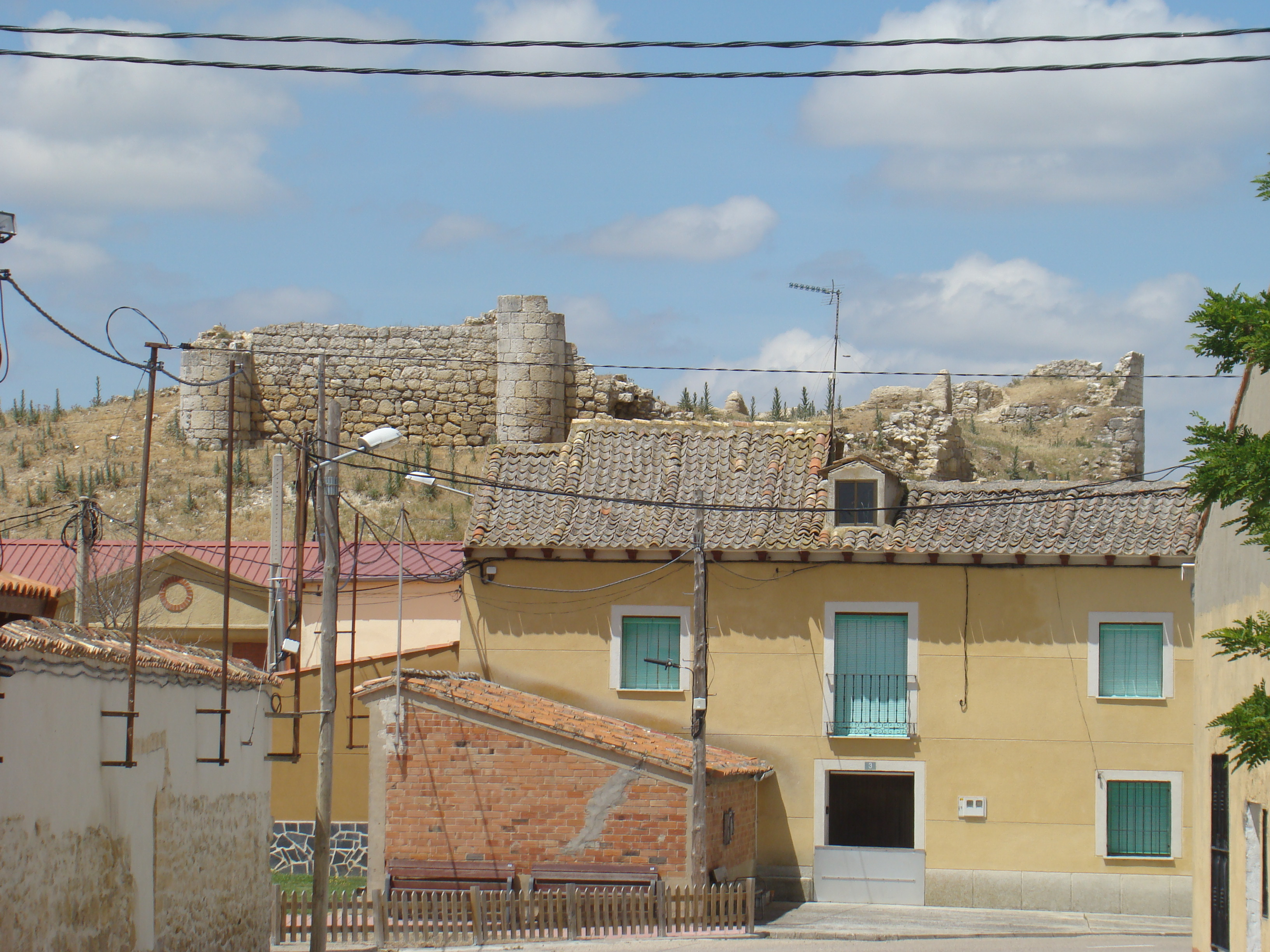